# Tágum
Tágum es una ciudad filipina (Component) y municipio de primera categoría, situado en la parte sudeste de la isla de Mindanao. Capital de  la provincia de Dávao del Norte situada en la Región Administrativa de Dávao (en cebuano Rehiyon sa Davao), también denominada Región XI. Para las elecciones está encuadrado en el Primer Distrito Electoral.
Forma parte de Área Metropolitana de Dávao (Metro Davao).
Ciudad conocida como Palm City of the Philippines, Music Capital of Mindanao and the South, City of Golden Opportunities, City of Perfect Harmony, City of Parks y City of Festivals

## Barangayes
El municipio  de Tágum se divide, a los efectos administrativos, en 23 barangayes o barrios, conforme a la siguiente relación:
| Barangay                         | Población en 2010) | Área (Ha) | Código    |
| -------------------------------- | ------------------ | --------- | --------- |
| Apokon                           | 26,876             | 630       | 112319001 |
| Bincungan                        | 3,880              | 1,485     | 112319003 |
| Busaon                           | 2,672              | 1,056     | 112319004 |
| Canocotan                        | 6,215              | 2,655     | 112319005 |
| Cuambogan                        | 8,471              | 880       | 112319006 |
| La Filipina                      | 12,099             | 550       | 112319007 |
| Liboganon                        | 2,103              | 612       | 112319008 |
| Madaum                           | 9,838              | 2,665     | 112319009 |
| Magdum                           | 10,588             | 2,655     | 112319010 |
| Magugpo (Población)              | 4,820              | 980.55    | 112319016 |
| Magugpo del Este                 | 15,971             | 255.51    | 112319023 |
| Magugpo del Norte                | 8,695              | 73.48     | 112319024 |
| Magugpo del Sur                  | 10,548             | 134.03    | 112319025 |
| Magugpo del Oeste                | 13,380             | 216.43    | 112319026 |
| Mankilam                         | 38,729             | 1,176     | 112319011 |
| Nueva Balambán                   | 1,625              | 520       | 112319012 |
| Nueva Fuerza                     | 1,564              | 616       | 112319013 |
| Pagsabangan                      | 4,822              | 1,350     | 112319014 |
| Pandapan                         | 2,242              | 530       | 112319015 |
| San Agustín                      | 1,206              | 522       | 112319018 |
| San Isidro                       | 4,704              | 802       | 112319019 |
| San Miguel (Camp 4)              | 16,430             | 609       | 112319020 |
| Poblado Bisayo (Visayan Village) | 35,323             | 1,520     | 112319022 |

## Historia
El actual territorio de la provincia de Dávao Oriental  fue parte de la provincia de Caraga durante la mayor parte del Imperio español en Asia y Oceanía (1520-1898).
A principios del siglo XX la isla de Mindanao se hallaba dividida en siete distritos o provincias.

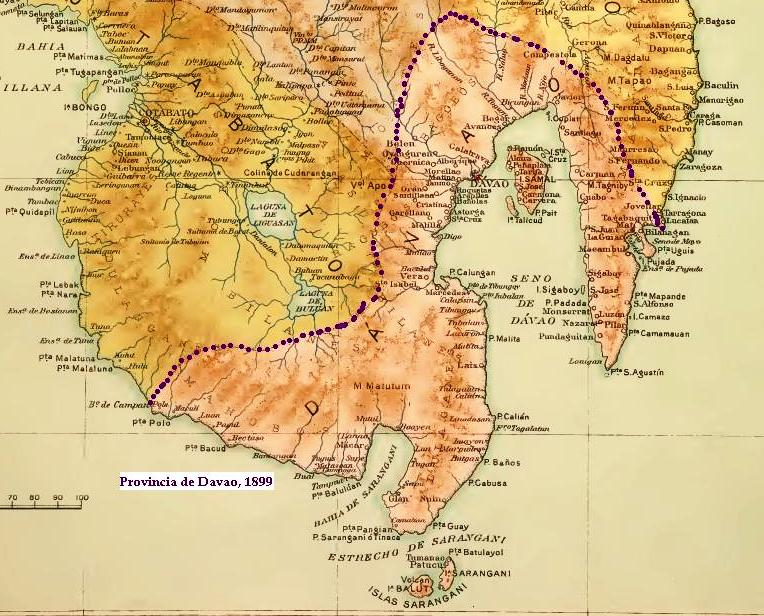
El Distrito 4º de Dávao en 1899.

El Distrito 4º de Dávao, llamado hasta 1858  provincia de Nueva Guipúzcoa, tenía por capital el pueblo de Dávao e incluía la  Comandancia de Mati. Tágum, tal como entonces se conocía,  era una visita de Dávao.
Formaba parte de la provincia de Dávao como Distrito Municipal.
El 30 de enero de 1998 le fue otorgada la Carta de Ciudad (Charter of the City of Tagum) convirtiéndose en ciudad este municipio.